# Франћишек Крушелницки
Франћишек Крушелницки (пољ. Franciszek Kruszelnicki; Коломија, 1859 — Торуњ, 1934) био је пољски правник, стручњак за грађанско право, судија и почасни конзул Пољске у Сарајеву (1919–1921).

## Биографија
Школовао се у Царско-краљевској гимназији у Коломији, где је 1879. године са одличним успехом завршио VIII разред и добио „похвално сведочанство зрелости”. Завршио је студије права на Правном факултету Универзитета у Лавову. Године 1883. дошао је у Босну и Херцеговину, где је користио име Фрањо. Био је потпредседник Апелационог суда и до 1918. један од председника сената Вишег земаљског суда у Сарајеву. Радио је и као адвокат (канцеларија му се налазила на адреси Ферхадија 1). Као теоретичар, специјализовао се за локално грађанско право. Сматра се једним од водећих аустроугарских истраживача шеријатског права.
Након Првог светског рата ангажовао се на помагању повратка у новоосновану Пољску локалних Пољака, као и на евидентирању пољских војника који су се враћали са фронта преко Босне. Због своје делатности и контаката у Сарајеву, 23. септембра 1919. Министарство иностраних послова Пољске именовало га је за почасног конзула. Конзулат је био смештен у престижној вили Мандић у Петракијиној улици. Главни задатак конзулата био је организовање репатријације Пољака из Босне у Пољску, што је укључивало организацију транспорта, потврђивање идентитета и издавање виза. Конзулат је такође обављао и друге послове, попут издавања докумената и утврђивања држављанства за пољске сељаке из Галиције који су живели у северној Босни. Након испуњења главног задатка, конзулат је у јануару 1921. престао са радом.
Након повратка из Сарајева, од 31. јануара 1921. био је директор Окружног суда у Старогарду. Крајем 1921. унапређен је у судију Апелационог суда у Торуњу. Пензионисан је 1925. године. Специјализовао се за извршни поступак. Био је активан у Правничком друштву у Торуњу и објављивао је радове у стручним часописима.
Био је отац службеника Тадеуша Крушелницког и деда историчара уметности Зигмунта Крушелницког. Преминуо је крајем маја 1934. godine. Сахрањен је на Гробљу Светог Јурја у Торуњу.

## Публикације
- Kruszelnicki, Franjo (1903). Gragjanski postupak. Za Bosnu i Hercegovinu (на језику: српскохрватски). Мостар: Štamparsko-umjetnički zavod Pachera i Kisića. стр. 510.
- Kruszelnicki, Franjo (1905). Sistem ovršnoga i osigurnoga postupka za Bosnu i Hercegovinu (на језику: хрватски). Загреб: Dionička tiskara. стр. 132.
- Kruszelnicki, Franjo (1912). Komentar zakonu od 2. marta 1887. za Bosnu i Hercegovinu. O pobijanju pravnih djela glede imovine insolventna dužnika (на језику: хрватски). Сарајево: Knjižara Leona Finzia. стр. 128.
- Kruszelnicki, Franjo (1914). Kazneni zakon o zločinstvima i prestupcima za Bosnu i Hercegovinu. Sa objema novelama kaznenom zakonu i sa zakonom o lihvi: Zakon o kamatama: Zakon o stampi (на језику: српскохрватски). Сарајево: Leon Finzi. стр. 176.
- Kruszelnicki, Franjo (1914). Osnovi hipotekarnoga prava po općem građanskom zakoniku s obzirom na Gruntornički zakon za Bosnu i Hercegovinu (на језику: бошњачки). Сарајево: Zemaljska štamparija. стр. 114.
- Kruszelnicki, Franjo; Mutapčić, Salih (1917). Postupak pred šerijatskim sudovima u Bosni i Hercegovini (на језику: хрватски). Загреб: Dionička tiskara. стр. 79.
- Kruszelnicki, Franjo (1918). Građanski parnični postupnik za Bosnu i Hercegovinu. S novelom gr. p. p. i drugim naredbama i upustvima za sudove (на језику: хрватски). Сарајево: L. Finzi. стр. 296.
- Kruszelnicki, Franciszek (1934). Zarys systemu polskiego prawa egzekucyjnego i zabezpieczającego (на језику: пољски). Варшава: Bibljoteka Prawnicza. стр. 238. OCLC 750480287.

## Одликовања
- Орден Светог Саве, Командирски крст (Краљевина Југославија)[6]

Аустроугарска
- Јубиларна спомен-медаља за цивилне државне службенике[7]
- Јубиларни крст за цивилне државне службенике[7]
- Спомен-медаља за Босну и Херцеговину[7]